# Mattia Destro
Mattia Destro (Ascoli Piceno, 1991. március 20. –) olasz labdarúgó,  a Bologna csatára, de kölcsönben a Genoa CFC-ben szerepel.  Az olasz U21-es válogatottal Európa-bajnok 2013-ban.

## Klubcsapatokban

### A kezdetek
A korábbi labdarúgó, Flavio Destro fiaként, Mattia Destro a helyi Ascoliban, édesapja volt csapatában kezdte karrierjét. A 2004–05-ös szezonban a Giovanissimi Nazionali csapatban szerepelt, míg Flavio az Allievi Nazionali csapatot edzette. 2005 közepe táján csatlakozott az Internazionale utánpótlásához.
A 2005–2006-os szezonban ő volt a Giovanissimi Nazionali csapat gólkirálya, a következőben Mario Balotelli mögött az Allievi Nazionali ezüstcipőse, a második hely a Primavera-csapatban is megmaradt a 2008–09-es idényre (Aiman Napoli mögött). Destro 2008-ban az Allievi Nazionalival bajnokságot nyert, eközben szerepelt a legidősebbek juniorcsapatában, a Primaverában is, a csoportkörben négy gót lőtt; 1-et a playoffban, csapatával a 2008-as viareggiói torna győztese lett, a Primavera-bajnokság döntőjében viszont kikaptak a Sampdoriától.
Destro a 2009–10-es Campionato Nazionale Primavera csoportkörében 18 gólt lőtt, néhány barátságos mérkőzésen a felnőttcsapatban is pályára léphetett. Destro megnyerte a 2009–10-es Bajnokok Ligáját, habár egy meccsen sem játszott — a 2008–09-es szezon óta kötelező B-listán szerepelt, amire saját neverésű U21-es játékosok kerülhetnek.

### Genoa
2010 júniusában a La Gazzetta dello Sport hírül adta, hogy az Internazionale megegyezettt a Genoával a középhátvéd Andrea Ranocchia átigazolásáról, Destro része volt a csereüzletnek. A transzfer 2010. július 20-án vált hivatalossá, Destro 2011. júniusáig közös tulajdonba került, amikor is a Genoa teljesen megvásárolhatta.
Luca Toni sérülése után Destro először 2010. szeptember 12-én kezdhetett bajnokin, a 3-4-3-as felállás középcsatára volt, a 6. percben gólt szerzett. Csapata azonban 1–3-ra kikapott a Chievótól.
2011 januárjában Ranocchia tulajdonjogának másik 50%-át is megvette az Inter 12,5 millió euróért,, Destrót júniusban eladták a Genoának 4,5 millióért. E hónapban a Genoához interes csapattára, Samuele Longo is közös tulajdonba érkezett. A két csatár a csereüzlet része volt Ranocchiáért.

### Siena
2011-ben Destro kölcsönben a Serie A-ban újonc Siena játékosa lett 1,5 millió euróért, közös tulajdonba vételi opcióval.
Destro 12 góljával a házi gólkirály lett a 11 gólos Calaiòt megelőzve 2012. június 20-án 1,3 millió euróért közös tulajdonba vették  a Genoával. Miután az AS Roma megegyezett a Genoával és a Sienával is, előbbi 7,5 millió euróért (6 millió készpénz és Eugenio Lamanna játékjogának fele) visszavásárolta, majd befejezte az üzletet.

### AS Roma
2012. július 30-án az AS Roma bejelentette, szerződtette Destrót a Genoától 11,5 millió euróért (8,5 millió készpénz és Giammario Piscitella és Valerio Verre egyaránt fél játékjogai) egy 4,5 millió eurós opció is volt ezenkívül, tehát a Roma összesen 16 millió eurót fizetett. Destrónak a Liverpoolba igazoló Fabio Borinit kellett volna pótolnia, akiért az angol csapat azonban csak 13,5 millió eurót fizetett. 2012. szeptember 2-án debütált, az Inter Milant 3-1-re győzték le bajnokin. Első Giallorossi-gólját a Palermo 4–1-es hazai legyőzése alkalmával lőtte november 4-én. Ugyanezen a találkozón begyűjtötte első római piros lapját is; második sárga lapját a gólja utáni mezlevételért kapta. Destro 21 Serie A-meccsen játszott első szezonjában, legtöbbször csereként, 6 gólt lőtt. Az AS Roma hatodik lett a ligában, de a Coppa Italia döntőjébe jutott. Destro öt góljával a sorozat gólkirálya lett. A döntőben a Lazio 1-0-ra nyert.
Destro a szezon végén megsérült, ami a 2013-14-es szezonra is átnyúlt. 2013. november 8-ig nem is lépett pályára, ekkor a második félidő elején állt be a ACF Fiorentina ellen. Fontos szerepet vállalt; a 67. percben gólt lőtt. bebiztosítva a 2-1-es győzelmet. Destro innentől rendszeresen játszott, a korábbi gólérzékenysége is visszatért. A szezonban kétszer talált be a Sampdoria 3-0-s februári legyőzésekor, a Cagliari elleni áprilisi találkozón mesterhármast lőtt, 3–1-re nyertek. A Cagliari ellen megpofozta az ellenfél védőjét, Davide Astorit, de a játékvezető nem vette észre. Azonban a liga később három meccsre eltiltotta, mely sárga lapok miatt 4 találkozóra növekedett. Ennek ellenére Destro 13 gólt lőtt, házi gólkirály lett, az AS Roma második helyen végzett a Juventus ellen.
Destrót nyáron a média többebk közt a Chelseavel és a Real Madriddal is szóba hozta. Szezonbeli első gólját a Cagliari szeptember 20-i 2-0-s legyőzésekor lőtte. Második gólja egy Hellas Verona elleni emelésből esett, Alessandro Florenzi korábbi gólja után állította be a 2-0-s végeredményt.

## Válogatottban

### Juniorcsapatok
Destro az U16-ostól az U20-asig majdnem minden szinten válogatott lett az Azzurriniben, a kivétel az U20-as. Először 2005. karácsonyán egy edzőtáborba hívták be. Destro az U19-es válogatottban meccsenként átlagosan több mint egy gólt lőtt, első 11 meccséből 10-en betalált. Az egy meccs balszerencsés módon pont a 2010-es U19-es labdarúgó-Európa-bajnokság meccse volt.
Az U16-os válogatottban a nemzetközi Val-de-Marne tornán debütált. A 2008-as U17-es Európa-bajnokság selejtezőin Davide Santon, Luca Caldirola és Michele Rigione csapattársaival együtt részt vett, két meccsen egy gólt lőtt. Az elit kör mindhárom meccsén játszott, egy gólt szerzett. Részt vett a 2008-as minszki U17-es tornán is, ahol csapata egyetlen gólját lőtte a Moldova elleni 1–1-en, de Fehéroroszország 3–0-s legyőzéséből is góllal vette ki részét. Az Azzurrini végül 0–1-re kikapott Oroszországtól (a jegyzőkönyv nem érhető el), a bronzmeccsen Belgiumot verték 1–0-ra. (jegyzőkönyv elérhető).
2008. december 17-én Destro bemutatkozott az U19-es válogatottban, rögtön gólt is lőtt Románia 3–1-es legyőzésekor. A következő meccs egyetlen gólját ő lőtte, Norvégiát verték. 2009 januárjában egy meccsen az U18-as válogatottban is játszott, Dánia 3–0-s legyőzésekor gólt lőtt. Mivel az olasz U19-es válogatott hamar kiesett a 2009-es szezonból, az U18-as válogatott (1991-ben születettek) de facto ugyanaz volt, mint az U19-es (szintén 1991-es születésűek). Destro az U18-as/U19-es válogatott alapembere volt, behívták Ukrajna ellen, de nem lépett pályára, majd kihagyott egy szlovákiai válogatott tornát sérülés miatt. 2009 szeptemberében betalált a dánok ellen 4–1-re megnyert barátságos összecsapáson, novemberben három selejtezőn 5 gólt lőtt. Csapattársai, Luca Caldirola és Luca Tremolada szintén a kezdőcsapatban voltak. Destro 2010 januárjában mesterhármast lőtt Törökország ellen, a márciusi németek elleni meccsen ő lőtte az első olasz gólt, a elit körben két meccsen három gólt lőtt 2010 májusában. Csak a 2010. áprilisi Svájc elleni meccsen nem talált be.
A 2010-es U19-es labdarúgó-Európa-bajnokság minden olasz meccsén játszott. A csapat nem lőtt gólt, a B csoport utolsó (összességében a 7.) helyén zárt.
Amikor a csatár Alberto Paloschi sérülés miatt kihagyta az utolsó 2011-es U20-as Európa-bajnoki selejtezőt, Destrót először hívták be, a 80. percben állt be Stefano Okaka helyére. Az Azzurrini 1–0-ra verte Walest és a csoport élén végzett. 2010. október 8-án a play-off meccsen a 4-4-2-es felállásban Okaka párja volt, ő lőtte az első gólt Diego Fabbrini passza után bal lábbal. Az 53. percben Luca Marrone állt be a helyére, 4-3-3-ra álltak át. Végül 2–0-ra megverték Fehéroroszországot. Miután kidőlt a szélső Ezequiel Schelotto és a védő Lorenzo De Silvestri, Bariszavban 0–3-ra kikaptak. Destro a félidőben állt be a szélső Guido Marilungo helyére. A törökök elleni selejtezőn ő lőtte az egyetlen gólt.

### Felnőttválogatott
Destro bekerült Cesare Prandelli 32 fős bő keretébe a 2012-es labdarúgó-Európa-bajnokságra, de végül nem utazhatott a tornára.
2012. augusztus 15-én debütálhatott a felnőttválogatottban, a Wembley Stadionban rendezett Anglia elleni meccsen 1–2-re kikaptak, a 84. percben állt be a szintén debütáló Diego Fabbrini helyére. Szeptember 11-én Málta ellen játszhatta harmadik meccsét, a modenai Alberto Braglia Stadionban rendezett összecsapáson már az első öt percben betalált, a világbajnoki selejtezőn csapata 2–0-ra nyert.
Bekerült a 2014-es labdarúgó-világbajnokság 30 fős bő olasz keretébe, de később azon 7 játékos egyike lett, akik nem utazhattak Brazíliába.

## Sikerei, díjai
AS Roma
- Coppa Italia: 2012–13 – ezüstérmes[36]
- Serie A :2013–14 – ezüstérmes[42]

Egyéni
- Torneo di Viareggio: 2008[13]
  - Legjobb Fiatal Díj[69][70]
- Campionato Nazionale Allievi: 2008[7]
- Campionato Nazionale Giovanissimi: 2006[71]
- Coppa Italia 2013 – Gólkirály (5 gól)[37]

## Fordítás
Ez a szócikk részben vagy egészben  a   Mattia Destro című angol Wikipédia-szócikk ezen változatának fordításán alapul.  Az eredeti cikk szerkesztőit annak laptörténete sorolja fel. Ez a jelzés csupán a megfogalmazás eredetét és a szerzői jogokat jelzi, nem szolgál a cikkben szereplő információk forrásmegjelöléseként.